# Сименс Инспиро
„Сименс Инспиро“ (на английски: Siemens Inspiro) е семейство вагони и състави за метрополитени, произвеждани от „Сименс Мобилити“, подразделение на групата Сименс.
Първото представяне на „Сименс Инспиро“ е през 2010 г. на изложението „Инотранс“ в Берлин. През 2012 г. започва производство за Варшавското метро.

## Характеристики
Рамата на мотрисите е изработена от лека алуминиева конструкция. Мощността на двигателя е различна според изискванията на клиента. Броят на вагоните може да е от два до осем. Салонът на влаковете може да е различен. При изработката на Сименс Инспиро голямо значение има екологията. Използваните материали за производството на мотрисите са 97,5% рециклируеми.
Също така според клиентите, влаковете могат да се управляват без машинист. Мотрисите могат да се адаптират към различни типове трасета.

## Разпространение

### Мюнхен
За Мюнхен са били поръчани през 2010 година 21 броя мотриси. През периода 2016 – 2020 година има поръчка за още 23 броя мотриси.

### Варшава
През 2013 година за Варшавското метро са били произведени 35 броя шест вагонни мотриси. Стойност на поръчката е около 272 милиона евро. Първите 10 влака са били произведени в завода на Сименс във Виена. Следващите мотриси са произведени в партньорство с полската фирма Неваг, намираща се в град Нови Сонч.
Техническите характеристики на мотрисите за Варшава са: максимална скорост 90 км/ч, напрежение 750 V, дължина 117,8 м, ширина 2,74 м, височина 3,65 м, капацитет 1436 души, тегло на мотрисата 165 т.

### Куала Лампур
За новопосроената линия на метрото в Куала Лампур през 2012 е бил обявен търг за производство и доставка на мотриси. Търгът и спечелен от консорциума Сименс Малайзия. Били са построени 58 четривагонни мотриси, които са пуснати в експлоатация през 2016 година.

### София
За третата линия на Софийското метро през 2015 година са били поръчани на консорциума Сименс 20 броя тривагонни влака с опция за закупуване на още 10 мотриси.
Техническите характеристики на мотрисите за София са: максимална скорост 90 км/ч, дължина 60 м, широчина 2,65 м, мотрисите ще се захранват чрез пантограф. Произведени са 3 вагона, които преминават заводски изпитания

### Банкок
За нуждите на зелената линия на метрото в Банкок през 2016 година е подписан договор за 22 броя четири вагонни мотриси с консорциума Сименс и турската фирма Бозанкая. През 2018 година ще бъдат пуснати в експлоатация първите влакове.
За разширението на синята линия на метрото през 2017 година е подписан договор за произвидство и доставка на 35 броя мотриси, които за разлика от първите доставени са произведени във Виена.

## Галерия
- Мотриса Инспиро Варшава
- Мотриса Инспиро Варшава
- Мотриса Инспиро Варшава салон
- Мотриса Инспиро Мюнхен
- Мотриса Инспиро Куала Лампур
- Мотриса Инспиро София